# Lista över svenska loklittera
Detta är en lista över svenska loklittera. En bokstav, littera, betecknar typ av lok och en siffra anger vilket nummer loket har. Statens Järnvägar:s (SJ) ånglok numrerades löpande från nr 1 till nr 1944.
Under de första årtiondena fick varje lok ett egennamn, de döptes efter till exempel kungligheter, industrimän, orter, landskap och även ibland efter fantasi- eller gudanamn. När trafikmängden, antalet lok och antalet järnvägsbolag växte, räckte detta system inte till. Det behövdes ett klassificeringssystem och nu fick varje lok ett "registreringsnummer", som angav typ av lok och vilket bolag det tillhörde, samt ett individ-nummer. Under 1880-talet upphörde bruket av egennamn vid Statens järnvägar, vid privatbanorna fortsatte egennamn att vara i bruk långt in på 1900-talet. Bruket låg sedan nere till dess att man börjat namnge Skånetrafikens motorvagnar, senare har andra järnvägsoperatörer följt efter.
Järnvägslittera infördes vid SJ 1878. Det handlade då om siffrorna A-Q (J tillkom senare). Under de följande åren fram till 1880-talet tillkom littera R-Z. Sedan vissa lok byggts om delades deras klassningar efterhand upp. Så delades sedan en del av ångloken av A-typ 1886 upp i typ Aa då de hade ursprunglig ångpanna och Ab då de erhållit ny ångpanna. Då de nya ångpannorna var olika beslutade man 1890 att dela upp Ab-loken i Ab1-lok och Ab2-lok. Vissa lok har också efterhand bytt loklittera för att lämna plats för nya modeller. Nya modeller har också erhållit gamla utrangerade loks littera. Så 1906 en ny serie av lok, A-lok (andra serien) att erhålla littera A. De byggdes 1930 om och erhöll då littera A2. Under 1940-talet när SJ övertog en rad privatbanor och deras lok erhöll en mängd liknande erhöll de littera A3 - A8. Sedan alla lok med grundlittera A byggts om eller skrotas kom några lok ur A2 och A3-serien att på nytt erhålla littera A. Det går därför inte att säga något om lokets ålder utifrån vilket littera det erhållit. Lok med lång brukningshistoria har också ofta haft flera olika littera och flera olika typer lok har haft samma littera, om än vid olika tidpunkten.
Principen med klassificering används fortfarande, åtminstone av SJ och Green Cargo. Det är numera frivilligt och det finns andra system på lok i Sverige, bland annat de nummer som Hector Rail använder, och malmloket Iore.

## Littera A, C, F, H3s
- Snälltågslok. År 1863 infördes speciella lok, A-lok på de nya stambanorna, som var snabbare men samtidigt svagare i dragkraft.

## Littera B, E, H3, T
- Lok för blandade tåg, alltså med både person- och godsvagnar. De första SJ-loken i Sverige kallades B i efterhand när man införde littera.

## Littera D (före 1936 var detta ånglokslittera)
- Ellok, utan boggier, men med koppelstång mellan axlarna

## Littera G, R
- Ånglok för godståg.

## Littera M
- Ellok, med treaxliga boggier, används för godståg. Det användes tidigare även för ånglok

## Littera M, R
- Ånglok för malmtåg. R-loken drog senare andra godståg.

## Littera O
- Tidiga ellok för malmtåg. Användes tidigare även för ånglok

## Littera R
- Ellok, med vanliga tvåaxliga boggier, för persontåg och godståg

## Littera S
- Ånglok, för persontåg och godståg

## Littera T
- Diesellok, användes tidigare för ånglok

## Littera V
- Växellok

## Littera X
- Elektrisk motorvagn. Användes 1878-1879 även för ett ånglok

## Littera Y
- Dieseldriven motorvagn. Användes tidigare även för ånglok

## Littera Z
- Lokomotorer och mindre dragkraftsfordon, 1885-1898 användes det för ånglok

## Littera Ö
- Ellok med batteri

## Vagnar
Vagnar har också littera. 
- A betecknar 1:a klassvagn
- B betecknar 2:a-klassvagn
- AB betecknar vagn med både 1:a och 2:a klass
- BC betecknar liggvagn
- R betecknar restaurang eller bistro
- U betecknar mellanvagn till motorvagnståg
- WL betecknar sovvagn (från franska wagon-lits)

Godsvagnar har en rik flora med litteror beroende på vagntyp och egenskaper, enligt en internationell standard.

## Underlittera
Sist i litteran läggs det ibland till en extra bokstav för att beteckna tekniska anpassningar.
- D = Anpassad för trafik i Tyskland
- E = Anpassad för trafik under ERTMS
- K = Anpassad för trafik i Danmark
- N = Anpassad för trafik i Norge (har använts begränsat)
- P = Uppväxlad till 160 km/h (har använts begränsat)
- p = Spårvidd: 891 mm
- t = Spårvidd: 1067 mm
- tu = Spårvidd 1093 mm